# Cyclosorus evolutus
Cyclosorus evolutus är en kärrbräkenväxtart som först beskrevs av C. B. Cl. och Richard Henry Beddome, och fick sitt nu gällande namn av Ren-Chang Ching. Cyclosorus evolutus ingår i släktet Cyclosorus och familjen Thelypteridaceae. Inga underarter finns listade.